# Линдси, Александр, 7-й граф Кроуфорд
Александр Линдси (англ. Alexander Lindsay; приблизительно 1443 — май 1517, Финхейвен, Ангус, Королевство Шотландия) — шотландский аристократ, 7-й граф Кроуфорд и 15-й барон Кроуфорд с 1513 года.

## Биография
Александр Линдси принадлежал к знатному англо-шотландскому роду, известному с XI века и владевшему баронией Кроуфорд на юге Ланаркшира. Он родился приблизительно в 1443 году и стал вторым сыном в семье Александра Линдси, 4-го графа Кроуфорда, и его жены Маргарет Данбар. После гибели в сентябре 1513 года в битве при Флоддене своего бездетного племянника Джона Линдси Дэвид унаследовал семейные владения и титулы. Он умер в мае 1517 года в родовом замке Финхейвен в графстве Ангус.
Линдси был женат на Изабель Кэмпбелл, дочери Колина Кэмпбелла и Марион Хьюстоун. В этом браке родились сын Дэвид, умерший в 1542 году (8-й граф Кроуфорд), и дочь Маргарет, жена Джеймса Огилви, 3-го лорда Огилви.